# Campbellente

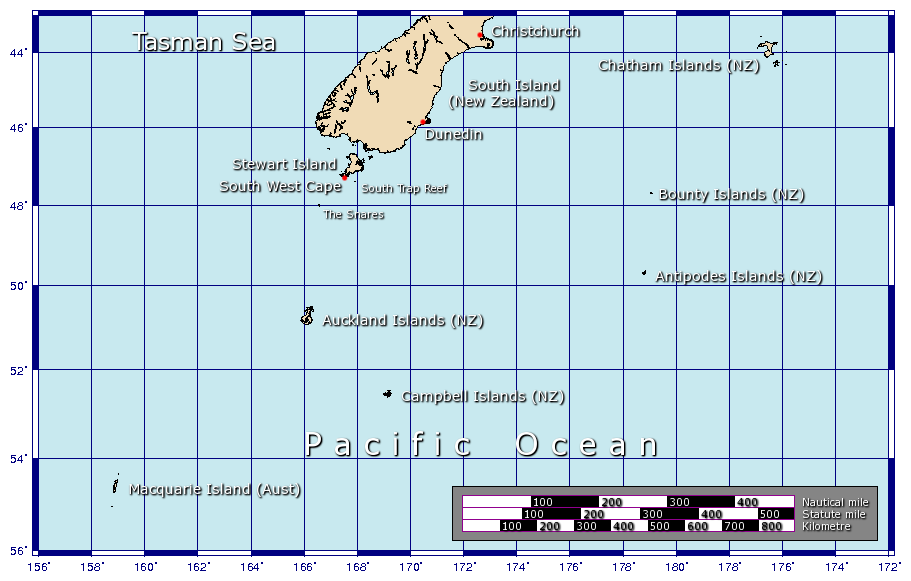
Karte, die die Südspitze Neuseelands, die Aucklandinseln sowie unter anderem die Campbell-Inseln zeigt

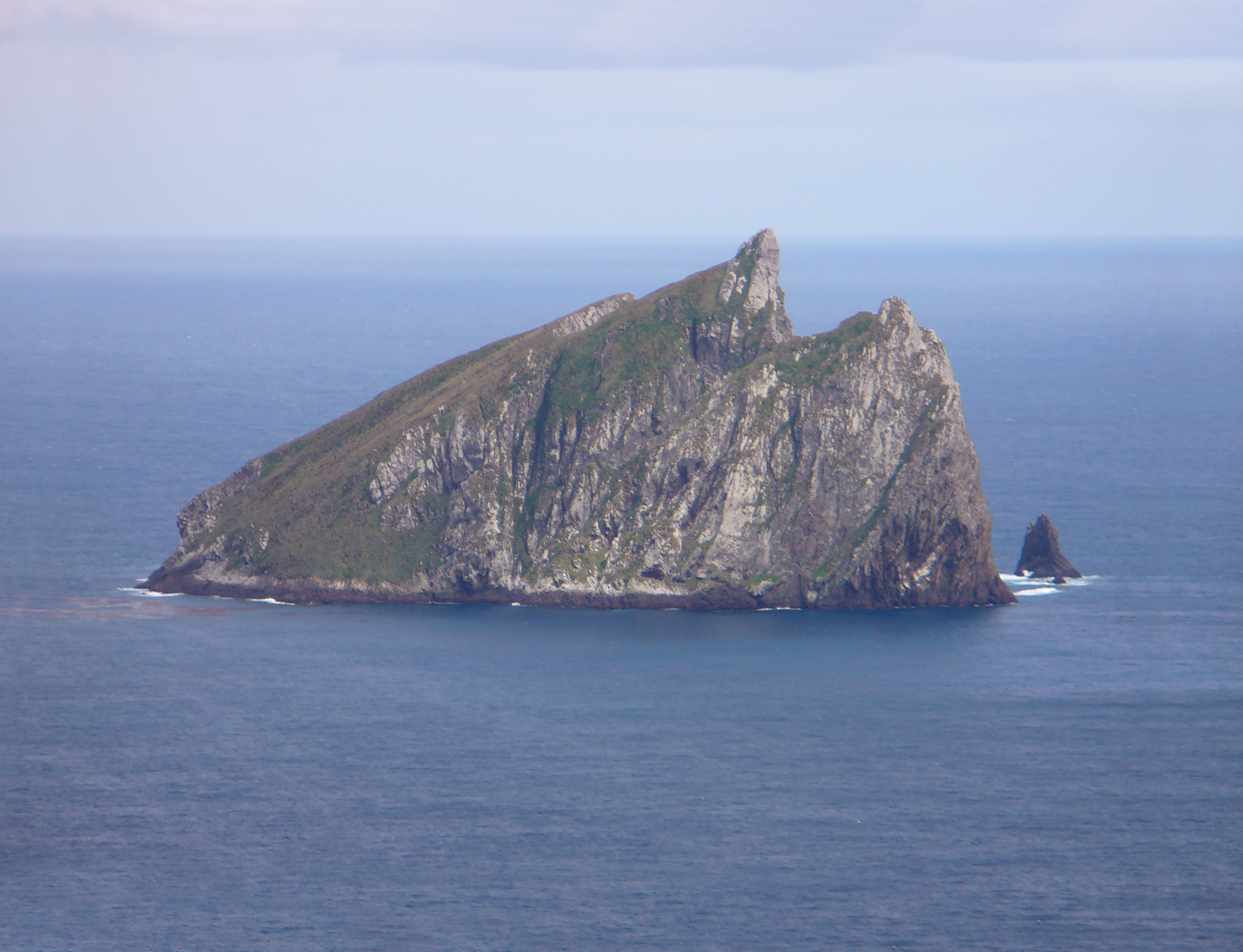
Dent Island, das letzte Rückzugsgebiet der Campbellente

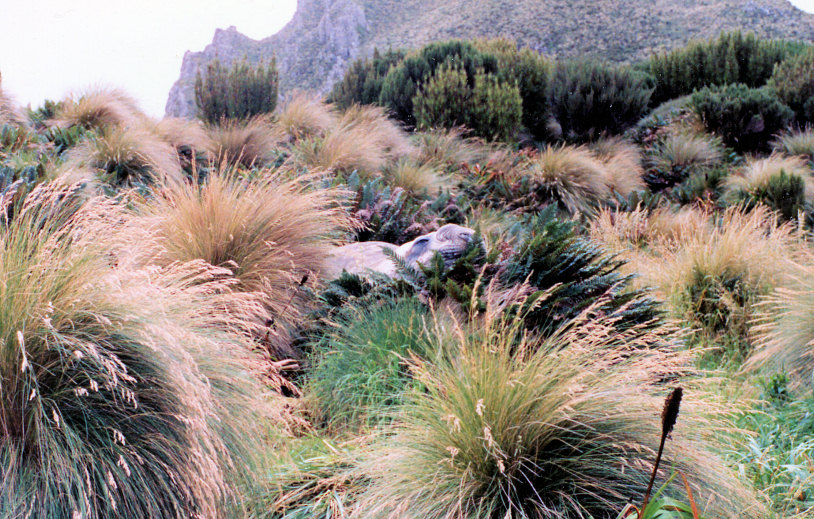
Typische Vegetation der Campbell-Insel

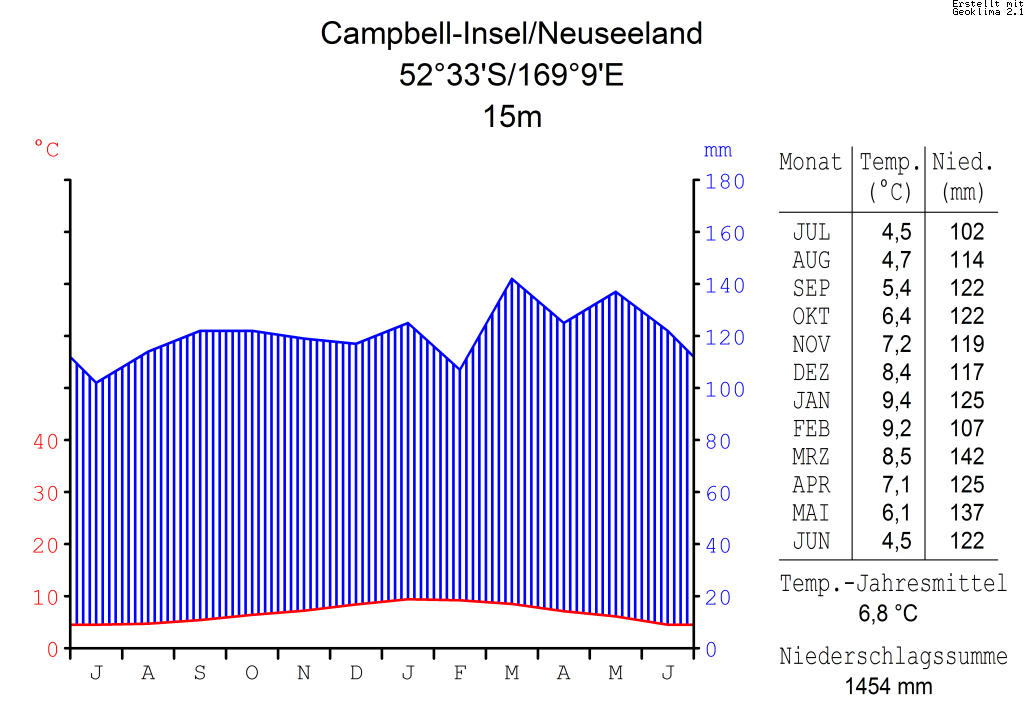
Klimadiagramm der Campbell-Inseln

Die Campbellente (Anas nesiotis) ist ein flugunfähiger Entenvogel, der den Schwimmenten zugerechnet wird. Die Art galt lange als eine Unterart der gleichfalls flugunfähigen Aucklandente und wird in älterer Literatur gelegentlich noch als Campbell-Aucklandente bezeichnet. Die Ente galt zwischenzeitlich als ausgestorben und wurde erst 1975 auf Dent Island wiederentdeckt. Nach wie vor zählt sie zu den seltensten Entenvögeln weltweit. Die IUCN stuft die Campbellente als „gefährdet“ (vulnerable) ein.
Als Campbellente wird auch eine in England gezüchtete Hausentenrasse bezeichnet, die eine Kreuzung aus Laufenten und anderen Hausenten ist.

## Erscheinungsbild
Die Campbellente ist eine kleine, dunkelbraune Ente. Auffällig sind ihre kurzen Flügel. Verglichen mit den zwei nahe verwandten Arten, der Neuseelandente und der Aucklandente, ist sie die kleinste und dunkelste.
Campbellenten weisen einen Geschlechtsdimorphismus auf. Die Männchen ähneln in ihrem Prachtkleid den Männchen der Aucklandente, sind allerdings dunkler und kleiner. Kopf und Hals sind dunkel sepiafarben und schillern auffallend grünlich. Das Körpergefieder ist gleichfalls dunkel sepiafarben mit einem grünen Schiller auf dem Rücken. Die Brust ist dunkel kastanienfarben. Die Körperunterseite ist etwas heller. Anders als bei der Aucklandente ist die weiße Unterschwanzdecke etwas auffälliger. Der Schnabel, die Beine und die Füße sind stahlgrau. Die Augen sind dunkelbraun und von einem auffälligen weißen Augenring umgeben. Im Ruhekleid ähneln sie den Weibchen, da ihnen dann der grünliche Gefiederschimmer weitgehend fehlt. Die Federn auf den Schultern und den Flanken sind dann etwas weniger gestrichelt. Der weiße Fleck an den Schwanzfedern ist weniger auffällig.
Die Weibchen sind dunkelbraun. Die Körperunterseite ist bei ihnen gleichfalls heller. Der Augenring ist auch bei ihnen auffällig hell. Jungenten weisen eine große Ähnlichkeit zu den Weibchen auf. Sie sind allerdings insgesamt etwas dunkler.

## Verbreitung
Die Campbellente ist eine endemische Entenart auf den Campbell-Inseln – zu Neuseeland gehörende, subantarktische Inseln im südlichen Pazifischen Ozean, die zu den New Zealand Offshore Islands gezählt werden. Zu den Campbell-Inseln gehören Campbell Island und die mit Abstand wesentlich kleineren Inselchen wie zum Beispiel Dent Island, Jacquemart Island, Folly Island und eine Anzahl kleiner Felseninseln.
Es wird davon ausgegangen, dass die Campbellente ursprünglich alle Inseln dieser Gruppe besiedelte. Dafür gibt es allerdings keine Belege. Auf der Hauptinsel starb die Campbell-Ente aus, nachdem sich im Jahre 1810 Seehundjäger auf der Insel niedergelassen hatten und dabei Ratten mit eingeschleppt wurden. Der Holotypus stammt aus dem Jahre 1886. Er wurde jedoch erst 1935 erstmals als eigenständige Art beschrieben. Die Campbellente galt nach 1944 als ausgestorben, bis man sie zufällig auf Dent-Island im Jahre 1975 wiederentdeckte. Der Bestand dort war gegen Ende des 20. Jahrhunderts mit 60 bis 100 Individuen sehr gering. Nur 25 Paare brüteten auf dieser rund 23 Hektar großen Insel, die drei Kilometer westlich von der Küstenlinie von Campbell Island liegt. Die Campbellenten haben für einen Zeitraum von mindestens 150 Jahren allein auf dieser Insel überlebt.

## Bestand
Der Status der Campbellente wird als gefährdet eingeordnet. Ratten, die die Eier und Küken fressen, hätten die letzten Bestände dieser Art zum Aussterben gebracht, wenn sie von Campbell Island aus auch Dent Island erreicht hätten. Der Bestand an Wanderratten auf der Hauptinsel wurde vor Beginn der Ausrottungsaktionen auf immerhin eine Million Individuen geschätzt. Um die sehr gefährdete Ente in ihrem Bestand zu erhalten, begann die neuseeländische Naturschutzbehörde mit einer Erhaltungszucht. Im Jahre 1999 umfasste diese Zuchtgruppe 52 Campbellenten. Sie gehen auf insgesamt 11 Enten (8 männlich, 3 weiblich) zurück, die auf Dent Island eingefangen wurden. Dabei stammen alle Nachfahren der Zuchtgruppe von nur einem Weibchen ab, die anderen zwei brüteten nicht. Die genetische Variation gehört zu den niedrigsten überhaupt bei Wildvögeln.
Im Jahre 1999 und 2000 wurde mit den ersten Wiedereinführungsmaßnahmen begonnen. In beiden Jahren wurden jeweils zwölf Campbellenten ausgewildert. Als Auswilderungsort nutzte man allerdings Codfish Island / Whenua Hou, eine kleine südpazifische Insel westlich der Stewart-Insel im Süden von Neuseeland. Sie ist 14 km² groß; die höchste Erhebung mit 249 m Höhe über dem Meeresspiegel befindet sich nahe der Südküste. Die Insel ist unbewohnt. Zeitweise leben einige Biologen an der Sealers-Bucht. Einziges Verkehrsmittel zur Außenwelt ist der Helikopter, was ein Einschleppen von Ratten verhindern soll. Codfish Island / Whenua Hou ist ein Vogelschutzgebiet und dient vor allem dem Schutz des Kakapos, eines vom Aussterben bedrohten flugunfähigen Vogels aus der Familie der Eigentlichen Papageien (Psittacidae), dessen Bestand im letzten Jahrhundert stark zurückgegangen ist. Die Einführung der Campbellente auf Codfish Island / Whenua Hou war erfolgreich. Bereits im ersten Jahr kam es zu Eiablagen.
Im Jahre 2001 gelang es, die auf Campbell Island eingeschleppten Wanderratten vollständig auszurotten. Im März 2003 wurde Campbell Island, das einstmals als die am dichtesten mit Ratten besiedelte Fläche der Welt galt, als rattenfrei erklärt. Im September 2004 wurden 50 Campbellenten auf dieser Insel ausgewildert. Eine zweite Auswilderung von 55 Enten erfolgte im September 2005. Die Mehrheit der 2004 ausgewilderten Enten überlebte nach allem Anschein ihr erstes Jahr auf der Campbell-Insel. Der erste Nachweis einer erfolgreichen Fortpflanzung auf dieser Insel liegt aus dem Jahre 2006 vor. Es wurden im Januar 2006 Küken beobachtet und wenig später ein Küken, drei Jungenten sowie zwei Nester mit Eiern. Inklusive der in menschlicher Obhut gehaltenen Campbellenten und der Kleinstbestände auf Dent Island und Codfish Island / Whenua Hou liegt der Bestand dieser Ente mittlerweile wieder bei mindestens 500, möglicherweise auch 800 bis 1000 erwachsenen Individuen. Die Schätzung der Bestandszahlen ist jedoch mit einer großen Unsicherheit behaftet.

## Lebensraum
Auf Dent Island nutzt die Campbell-Ente vor allem die mit Rispengräsern und Farnen bestandenen Osthänge der Insel. Sie zeigt eine Vorliebe für flache Wasserrinnen, die zwischen den Horstgräsern und Farnen verlaufen. Sie nutzt die Erdbaue, die Sturmvögel für ihre Bruten anlegen, und bewegt sich überwiegend im Schutz der niedrigen Vegetation auf von den Sturmvögeln getretenen Pfaden. Das fast geschlossene Halmdach der Horstgräser bietet ihr dabei gleichermaßen Schutz vor Witterung wie vor Prädatoren. Vermutlich nutzte sie ursprünglich auf Campbell Island eine größere Bandbreite an Lebensräumen. Die ihr nahe verwandte Auckland-Ente findet sich auch in Eisenholzwäldern, und es ist naheliegend, dass sich auch die Campbellente auf dem jetzt wieder besiedelten Campbell Island mittelfristig vergleichbare Lebensräume erschließen wird.

## Lebensweise
Über die Lebensweise freilebender Campbellenten ist nur sehr wenig bekannt. Die Aucklandente ist sehr ausgeprägt territorial. Da man bei der Campbellente gleichfalls in den Monaten Dezember, Februar und Juni territoriale Paare beobachten konnte, geht man davon aus, dass dieses Verhalten auch für die Campbellente zutrifft. Beide Geschlechter reagieren auf die Rufe anderer Enten und vertreiben Eindringlinge aus ihrem Revier. Die Nahrungsweise ist gleichfalls unbekannt. Sie wird aber vermutlich von Flohkrebsen und Insekten dominiert.
In menschlicher Obhut gehaltene Campbellenten brüteten im Zeitraum Oktober bis Januar. Der Legeabstand betrug drei Tage. Die Schalenfarbe der Eier ist blassbraun. Die durchschnittliche Gelegegröße beträgt 3,8 Eier. Es brütet allein das Weibchen. Die Brutzeit beträgt 30 bis 34 Tage. Jungenten erreichen das Gewicht und die Flügellänge adulter Campbellenten durchschnittlich am 63. Lebenstag.